# Ridkiv, Radîvîliv
Ridkiv (în ucraineană Рідків) este localitatea de reședință a comunei Ridkiv din raionul Radîvîliv, regiunea Rivne, Ucraina.

## Demografie
Componența lingvistică a localității Ridkiv
     Ucraineană (99,26%)
     Alte limbi (0,74%)
Conform recensământului din 2001, majoritatea populației localității Ridkiv era vorbitoare de ucraineană (99,26%), existând în minoritate și vorbitori de alte limbi.